# ATC代码 (A10)
ATC代码A10（糖尿病用药）是解剖学治疗学及化学分类系统的一个药物分组，这是由世界卫生组织药物统计方法整合中心所制定的药品及其它医用产品的官方分类系统。分组A10是A消化系统和代谢系统的一部分。
兽用代码（ATCvet码）可以在人用ATC代码前加Q字母：QA10等。
国家ATC分类可能包括列表中没有的其它分类，列表为世界卫生组织（WHO）版本。

## A10A 胰岛素及其同系物（Insulins and analogues）

### A10AB 注射用胰岛素及其类似药物，速效（Insulins and analogues for injection, fast-acting）
A10AB01 人胰岛素（Insulin (human)）
A10AB02 牛胰岛素（Insulin (beef)）
A10AB03 猪胰岛素（Insulin (pork)）
A10AB04 赖脯胰岛素（Insulin lispro）
A10AB05 门冬胰岛素（Insulin aspart）
A10AB06 赖谷胰岛素（Insulin glulisine）
A10AB30 复方（Combinations）

### A10AC 注射用胰岛素及其类似药物，中效（Insulins and analogues for injection, intermediate-acting）
A10AC01 人胰岛素（Insulin (human)）
A10AC02 牛胰岛素（Insulin (beef)）
A10AC03 猪胰岛素（Insulin (pork)）
A10AC04 赖脯胰岛素（Insulin lispro）
A10AC30 复方（Combinations）

### A10AD 注射用胰岛素及其同系物，中效与快效结合的（Insulins and analogues for injection, intermediate-acting combined with fast-acting）
A10AD01 人胰岛素（Insulin (human)）
A10AD02 牛胰岛素（Insulin (beef)）
A10AD03 猪胰岛素（Insulin (pork)）
A10AD04 赖脯胰岛素（Insulin lispro）
A10AD05 门冬胰岛素（Insulin aspart）
A10AD30 复方（Combinations）

### A10AE 注射用胰岛素及其类似药物，长效（Insulins and analogues for injection, long-acting）
A10AE01 人胰岛素（Insulin (human)）
A10AE02 牛胰岛素（Insulin (beef)）
A10AE03 猪胰岛素（Insulin (pork)）
A10AE04 甘精胰岛素（Insulin glargine）
A10AE05 地特胰岛素（Insulin detemir）
A10AE30 复方（Combinations）

### A10AF 注射用胰岛素及其类似药物（Insulins and analogues for inhalation）
A10AF01 人胰岛素（Insulin (human)）

## A10B 非胰岛素类降血糖药（Blood glucose lowering drugs, excluding insulins）

### A10BA双胍类（Biguanides）
A10BA01 苯乙双胍（Phenformin）
A10BA02 二甲双胍（Metformin）
A10BA03 丁福明（Buformin）

### A10BB磺胺类，脲衍生物（Sulfonamide, urea derivatives）
A10BB01 格列本脲（Glibenclamide）
A10BB02 氯磺丙脲（Chlorpropamide）
A10BB03 甲磺丁脲（Tolbutamide）
A10BB04 格列波脲（Glibornuride）
A10BB05 妥拉磺脲（Tolazamide）
A10BB06 氨磺丁脲（Carbutamide）
A10BB07 格列吡嗪（Glipizide）
A10BB08 格列喹酮（Gliquidone）
A10BB09 格列齐特（Gliclazide）
A10BB10 美他己脲（Metahexamide）
A10BB11 格列派特（Glisoxepide）
A10BB12 格列美脲（Glimepiride）
A10BB31 醋酸己脲（Acetohexamide）

### A10BC 磺胺类，杂环（Sulfonamides (heterocyclic)）
A10BC01 格列嘧啶（Glymidine）

### A10BD 口服降糖药复方（Combinations of oral blood glucose lowering drugs）
A10BD01 苯乙双胍和磺胺类（Phenformin and sulfonamides）
A10BD02 二甲双胍和磺胺类（Metformin and sulfonamides）
A10BD03 二甲双胍和罗格列酮（Metformin and rosiglitazone）
A10BD04 格列美脲和罗格列酮（Glimepiride and rosiglitazone）
A10BD05 二甲双胍和吡格列酮（Metformin and pioglitazone）
A10BD06 格列美脲和吡格列酮（Glimepiride and pioglitazone）
A10BD07 二甲双胍和西格列汀（Metformin and sitagliptin）
A10BD08 二甲双胍和维格列汀（Metformin and vildagliptin）
A10BD09 吡格列酮和阿格列汀（Pioglitazone and alogliptin）
A10BD10 二甲双胍和沙格列汀（Metformin and saxagliptin）
A10BD11 二甲双胍和利拉利汀（Metformin and linagliptin）

### A10BF α-葡萄糖苷酶抑制药（Alpha glucosidase inhibitors）
A10BF01 阿卡波糖（Acarbose）
A10BF02 米格列醇（Miglitol）
A10BF03 伏格列波糖（Voglibose）

### A10BG噻唑烷二酮类（Thiazolidinediones）
A10BG01 曲格列酮（Troglitazone）
A10BG02 罗格列酮（Rosiglitazone）
A10BG03 吡格列酮（Pioglitazone）

### A10BH二肽基肽酶4(DPP-4)抑制剂（Dipeptidyl peptidase 4 (DPP-4) inhibitors）
A10BH01 西格列汀（Sitagliptin）
A10BH02 维格列汀（Vildagliptin）
A10BH03 沙格列汀（Saxagliptin）
A10BH04 阿格列汀（Alogliptin）
A10BH05 利拉利汀（Linagliptin）

### A10BJ昇糖素類似胜肽（Glucagon-like peptide-1）
A10BJ01  艾塞那肽	exenatide
A10BJ02  利拉鲁肽	liraglutide
A10BJ03 	lixisenatide
A10BJ04 	albiglutide
A10BJ05 	dulaglutide
A10BJ06 	semaglutide

### A10BK鈉-葡萄糖共同轉運蛋白2（Sodium-glucose co-transporter 2 (SGLT2) inhibitors）
A10BK01 达格列净	dapagliflozin
A10BK02 	        canagliflozin
A10BK03 恩格列淨	empagliflozin

### A10BX 其它非胰岛素类降血糖药（Other blood glucose lowering drugs, excluding insulins）
A10BX01 瓜耳树胶（Guar gum）
A10BX02 瑞格列奈（Repaglinide）
A10BX03 那格列奈（Nateglinide）
A10BX05 普兰林肽（Pramlintide）
A10BX06 苯氟雷司（Benfluorex）
A10BX08 米格列奈（Mitiglinide）

## A10X糖尿病用其它药（Other drugs used in diabetes）

### A10XA醛糖还原酶抑制药（Aldose reductase inhibitors）
A10XA01 托瑞司他（Tolrestat）